# Fjelbergøya
Fjelbergøya är en ö i Kvinnherads kommun i Vestland fylke i västra Norge. Ön har en areal på ca 4,9 kvadratkilometer och den högsta punkten är Påskåsen på 182 meter över havet. 
Ön ligger norr om grannön Borgundøya och väster om Halsnøya i södra delen av Klosterfjorden. Det är vanligt att området som omfattar Fjelbergøya och grannön Borgundøya kallas Fjelberg. Detta har sin grund i att båda öarna tidigare varit del av en egen kommun, Fjelbergs kommun, som 1965 blev en del av Kvinnherads kommun.
Fjelbergøya har en befolkning på 18 personer samt vissa säsongsarbetare.